# Вардарски регион
Вардарски статистичка регион јесте једна од 8 статистичких региона Северне Македоније. Управно средиште области је град Велес.

## Положај
Вардарски статистички регион се налази у средишњем делу земље и има државну границу на југу са Грчком. Са других страна регион се граничи са другим регионима:
- север — Скопски регион
- североисток — Источни регион
- исток — Југоисточни регион
- југозапад — Пелагонијски регион
- запад — Југозападни регион

## Општине
- Општина Велес
- Општина Демир Капија
- Општина Градско
- Општина Кавадарци
- Општина Лозово
- Општина Неготино
- Општина Росоман
- Општина Свети Никола
- Општина Чашка

## Становништво
Вардарски статистички регион имао је по последњем попису из 2002. г. 151.745 становника, од чега у самом граду Велесу 43.716 ст.
Кретање броја становника:
| Година пописа | Становништво | Промена |
| ------------- | ------------ | ------- |
| 1994.         | 130.793      |         |
| 2002.         | 154.603      | +2,95%  |

Према народности састав становништва 2002. године био је следећи:
|           | Број    | Постотак |
| Укупно    | 173.814 | 100%     |
| Македонци | 117.044 | 87,83%   |
| Албанци   | 5.127   | 3,62%    |
| Турци     | 2.871   | 2,15%    |
| Бошњаци   | 2.869   | 2,15%    |
| Срби      | 1.386   | 1,04%    |
| Роми      | 1.259   | 0,94%    |
| остали    | 2.692   | 2,02%    |